# ادموند آیرونساید
فیلد مارشال ویلیام ادموند آیرون ساید، نخستین بارون آیرون ساید، جی‌سی‌بی، سی‌ام‌جی، دی‌اس‌او (به انگلیسی: William Edmund Ironside, 1st Baron Ironside) (۶ مه ۱۸۸۰ – ۲۲ سپتامبر ۱۹۵۹)، نظامی بلندپایه بریتانیایی بود که در سال نخست جنگ جهانی دوم، ریاست ستاد کل این کشور را بر عهده داشت. 
آیرون ساید در سال ۱۸۹۹ به توپخانه سلطنتی پیوست و در طول جنگ بوئر دوم به خدمت پرداخت. به دنبال آن یک دوره کوتاهی را به عنوان جاسوس در میان نیروهای استعمارگر آلمان در آفریقا‌ی جنوب غربی گذراند. پس از بازگشت به وظیفه عادی، او در دو سال نخست جنگ جهانی اول در سمت کارکنان لشکر ششم خدمت کرد، قبل از اینکه در سال ۱۹۱۶ به سمت کارکنان لشکر ۴ کانادا منصوب شد. وی در سال ۱۹۱۸، به فرماندهی یک تیپ در جبهه غربی و در سال ۱۹۱۹ به فرماندهی نیروی مداخله متفقین در جنگ داخلی روسیه ارتقا یافت. آیرون ساید سپس به یک نیروی متفقین که ترکیه را اشغال کرده بود و سپس به نیروهای بریتانیایی مستقر در ایران در سال ۱۹۲۱ منصوب شد. به او پست فرماندهی نیروهای بریتانیایی در عراق را پیشنهاد کردند اما به دلیل جراحات وارده نتوانست این نقش را به عهده بگیرد. 
او به عنوان فرمانده کالج ستادی، کامبرلی، به ارتش بازگشت، جایی که از ایده‌های جی. اف. سی. فولر، یک طرفدار مکانیزاسیون حمایت کرد. او بعداً فرماندهی یک لشکر و مناطق نظامی در بریتانیا و هند را برعهده گرفت اما جوانی و رویکرد بی‌پرده‌اش، چشم‌انداز شغلی او را محدود کرد و پس از اینکه برای نقش رئیس ستاد کل امپراتوری (CIGS) در سال ۱۹۳۷ کنار گذاشته شد، فرماندار جبل الطارق شد که یک پست سنتی تا دوران بازنشستگی‌ برای او بود. آیرونساید در اواسط سال ۱۹۳۹ از "تبعید" فراخوانده شد و به عنوان بازرس کل نیروهای خارج از کشور منصوب شد، نقشی که باعث شد اکثر ناظران انتظار داشته باشند که فرماندهی نیروی اعزامی بریتانیا (BEF) در آغاز جنگ به او داده شود. 
با این حال، پس از مدتی تدابیر سیاسی، به ژنرال گورت این سمت فرماندهی داده شد و آیرون ساید به عنوان رئیس جدید ستاد کل امپراتوری منصوب شد. خود آیرون ساید معتقد بود که از نظر خلق و خویی برای این کار مناسب نیست ولی خود را موظف به پذیرش آن می دانست. در اوایل سال ۱۹۴۰ او به شدت به مداخله متفقین در اسکاندیناوی معتقد بود اما این طرح در آخرین لحظه با پایان یافتن جنگ زمستان میان فنلاند و شوروی کنار گذاشته شد. در طول حمله به نروژ و نبرد فرانسه، او نقش کمی داشت. دخالت او در دومی به دلیل فروپاشی روابط بین وی و گورت محدود شد. او در پایان ماه مه به عنوان رئیس ستاد کل امپراتوری جایگزین شد و نقشی که بیشتر برای او مناسب بود به او داده شد یعنی فرماندهی کل نیروهای داخلی، مسئول دفاع ضد تهاجم و فرماندهی ارتش در صورت هجوم هوایی و دریایی آلمان نازی اما با این حال، او کمتر از دو ماه در این سمت بود تا اینکه جایگزین شد. پس از آن، آیرون ساید به درجه فیلد مارشال ارتقا یافت و به عنوان بارون آیرون ساید به مقام اعیانی رسید. 
لرد آیرون ساید بازنشسته شد تا برای نویسندگی به تالار مورلی اولد در نورفک برود و دیگر هرگز خدمت فعالی یا هیچ مقام رسمی نداشت.

## ایران و روسیه
آیرون ساید تنها شش ماه در تیپ ۹۹ پیاده باقی ماند. در سپتامبر ۱۹۱۸، او به نیروی اعزامی متفقین که با بلشویک‌ها در شمال روسیه می‌جنگید، ملحق شد و در نوامبر فرماندهی این نیرو را به عهده گرفت و درجه سرتیپی موقت خود را حفظ کرد. این اولین فرمان مستقل او بود و خودش را کاملا به آن مشغول کرد. برای بیش از یک سال، او به طور مداوم در امتداد دوینا شمالی سفر کرد تا کنترل نیروهای بین المللی پراکنده خود را حفظ کند، در یک نقطه نیز با اختلافی اندک از ترور گریخت. با این حال، ارتش سرخ در نهایت موفق شد در جنگ داخلی موقعیت برتری به دست آورد و در اواخر سال ۱۹۱۹، آیرون ساید مجبور شد ارتش سفید را به سرنوشت خود رها کند. در نوامبر او فرماندهی را به هنری راولینسون که بر خروج نهایی نظارت می‌کرد، سپرد و به بریتانیا بازگشت. آیرونساید به عنوان شوالیه فرمانده درجه گرمابه منصوب شد  و به دلیل تلاش‌هایش به سرلشکری ارتقا یافت. این امر او را به یکی از جوانترین سرلشکرها در ارتش بریتانیا تبدیل کرد.

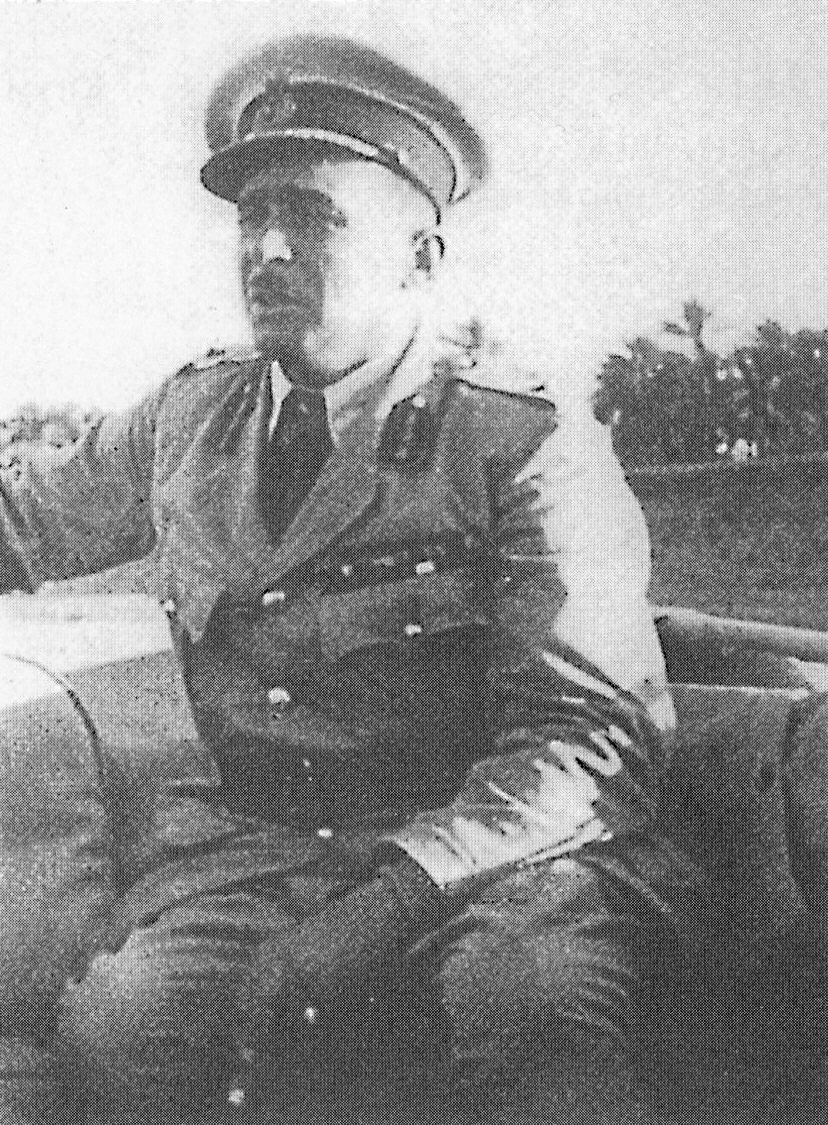
آیرونساید در ایران در سال ۱۹۲۰

در اوایل سال ۱۹۲۰، او فرماندهی یک مأموریت نظامی را برعهده داشت که بر خروج نیروهای رومانیایی که پس از جنگ مجارستان-رومانی در سال ۱۹۱۹ در مجارستان باقی مانده بودند، نظارت می کرد و در تابستان به نیروهایی که ازمیت، ترکیه را اشغال کرده بودند، پیوست در حالی که آماده عقب نشینی می شد. سومین پست او در آن سال در خارج از کشور در اواخر اوت در ایران بود. او مامور خروج نیرو‌های بریتانیایی از ایران در سال ۱۹۲۱ میلادی بود. سطح دقیق دخالت بریتانیا در کودتای رضاخان همچنان موضوع بحث تاریخی است اما تقریباً مسلم است که خود آیرون ساید حداقل به توطئه‌گران مشاوره داده و رضاخان را برای حرکت به تهران در اسفندماه تشویق و حمایت نموده است. احمدشاه هنگام خروج از ایران در سال ۱۹۲۱، نشان افتخار شیر و خورشید را به او اعطا کرد.
پس از ایران، او در کنفرانس قاهره شرکت کرد، جایی که وینستون چرچیل او را متقاعد کرد که فرماندهی نیروهای تازه سازماندهی شده بریتانیا در عراق را به عهده بگیرد اما در ماه آوریل در راه بازگشت به ایران، هواپیمایی که با آن در حال پرواز بود، سقوط کرد و پس از چند ماه بستری شدن در بیمارستان، خانه‌نشین شد.

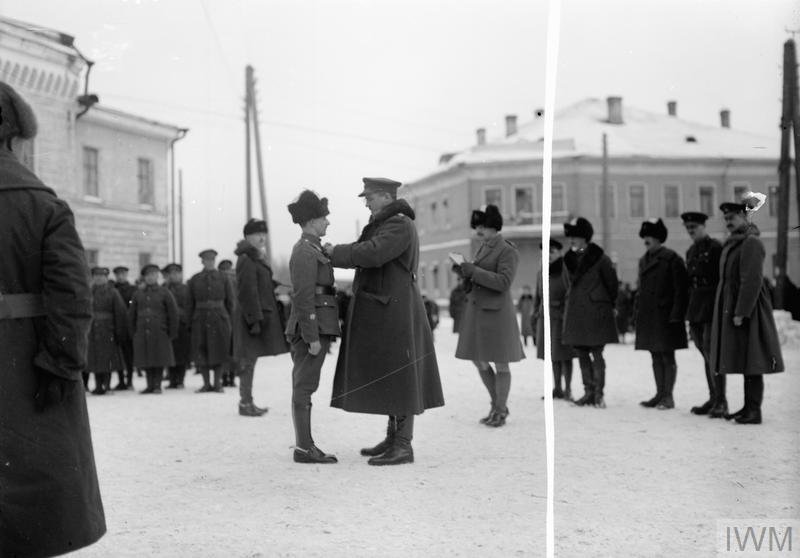
آیرونساید در حال اهدای مدال به سربازان بریتانیایی در آرخانگلسک در سال ۱۹۱۹